# In situ-hybridisering

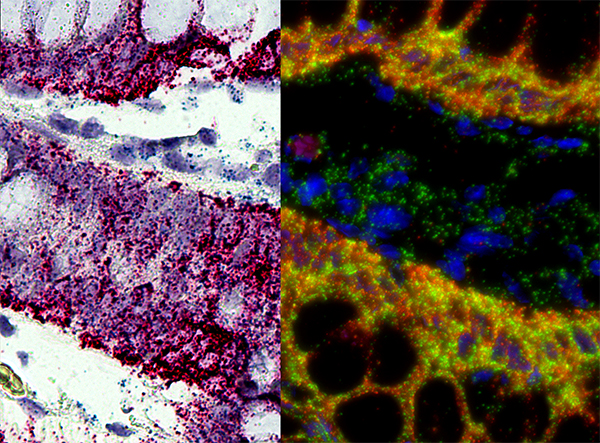
RNA in situ hybridisering - KRT5 och hushållningsgen i humant melanom FFPE vävnadssektion - visualiserat under ljusfälts- och fluorescensmikroskop.

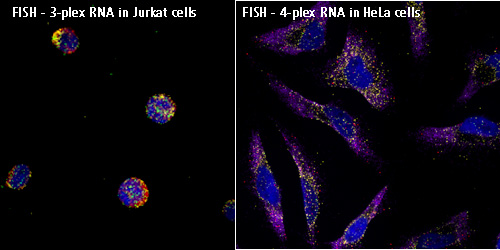
Multiplex RNA-visualisering i celler med ViewRNA FISH-analyser.

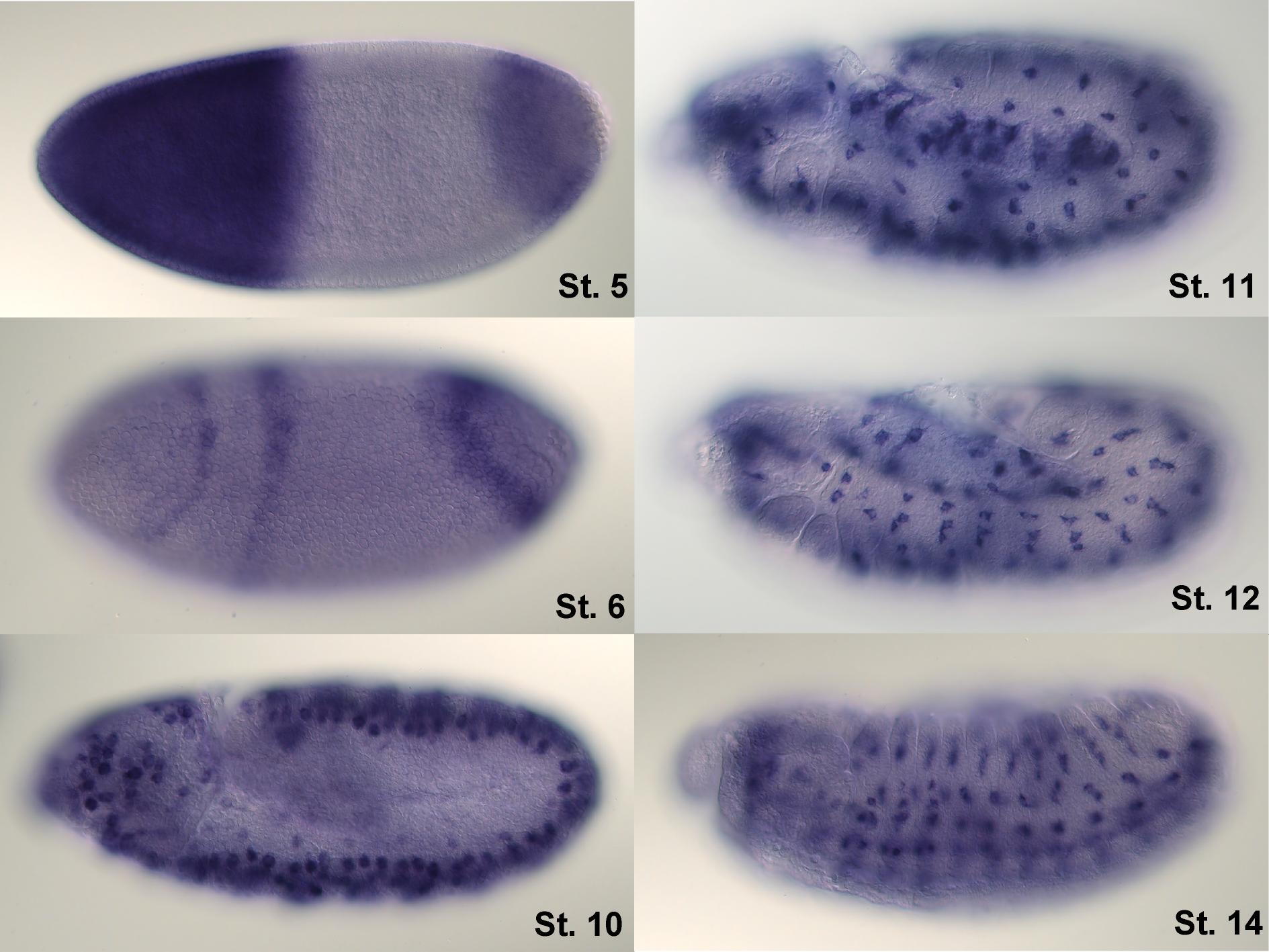
In situ hybridisering av vildtyps Drosophila embryon i olika utvecklingsstadier för RNA från en gen som kallas puckelrygg.

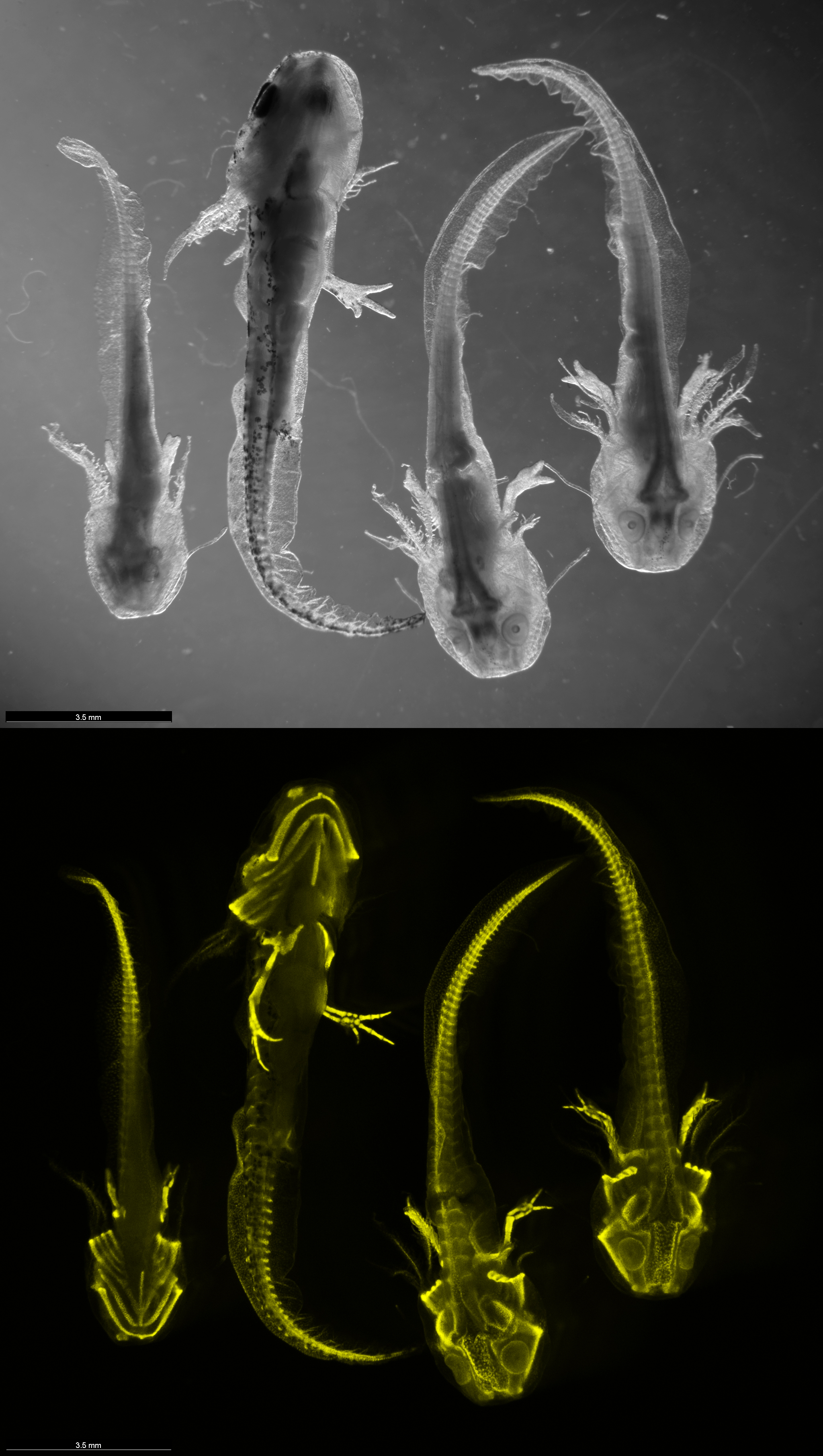
Analys av kollagenuttryck i unga salamandrar (P. waltl) via hybridiseringskedjereaktion RNA-fluorescens in situ hybridiseringsteknik (HCR RNA-FISH).

In situ-hybridisering (ISH) är en form av hybridisering som använder märkta komplementära RNA eller DNA eller modifierade nukleinsträngar, det vill säga prober, för att lokalisera en specifik RNA- eller DNA-sekvens i en del eller en sektkion av en vävnad (in situ) eller om vävnaden är tillräckligt liten (till exempel växtfrön, Drosophila-embryon), i hela vävnaden (hela ISH), i celler och i cirkulerande tumörceller (CTC). Motsvarande teknik för att lokalisera proteiner kallas immunohistokemi.
In situ hybridisering används för att avslöja platsen för specifika nukleinsyrasekvenser på kromosomer eller i vävnader, ett avgörande steg för att förstå geners organisation, reglering och funktion. De nyckeltekniker som för närvarande används inkluderar hybridisering in situ till mRNA med oligonukleotid- och RNA-sonder (både radiomärkta och haptenmärkta), analys med ljus- och elektronmikroskop, helmonterad in situ-hybridisering, dubbeldetektion av RNA och RNA plus protein, och fluorescerande in situ-hybridisering för att finna kromosomala sekvenser. DNA ISH kan användas för att bestämma strukturen av kromosomer. Fluorescerande DNA ISH (FISH) kan till exempel användas inom medicinsk diagnostik för att bedöma kromosomal integritet. RNA ISH (RNA in situ-hybridisering) används för att mäta och lokalisera RNA (mRNA, lncRNA och miRNA) inom vävnadssektioner, celler, hela monteringar och cirkulerande tumörceller (CTC). In situ-hybridisering uppfanns av de amerikanska biologerna Mary-Lou Pardue och Joseph G. Gall.

## Utmaningar med in situ-hydridisering
In situ-hybridisering är en kraftfull teknik för att identifiera specifika mRNA-arter inom enskilda celler i vävnadssnitt, vilket ger insikter i fysiologiska processer och sjukdomspatogener. Emellertid kräver in situ-hybridisering att många steg tas med exakt optimering för varje undersökt vävnad och för varje probe som används. För att bevara mål-mRNA:t i vävnader krävs det ofta att tvärbindande fixativ (såsom formaldehyd) används.
Dessutom kräver in-situ-hybridisering på vävnadssnitt att vävnadsskivorna är mycket tunna, vanligtvis 3 till 7 μm i tjocklek. Vanliga metoder för att förbereda vävnadssnitt för in-situ-hybridiseringsbearbetning är skärning av prover med en kryostat eller en Compresstome vävnadsskärare. En kryostat tar färsk eller fixerad vävnad och sänker ner den i flytande kväve för snabbfrysning. Sedan bäddas vävnad in i frysmedier som kallas OCT och tunna sektioner skärs. Hinder är att få frysartefakter på vävnad som kan störa korrekt mRNA-färgning. Compresstome skär vävnad i tunna skivor utan en frysprocess; fritt flytande sektioner skärs efter att ha bäddats in i agaros för stabilitet. Denna metod undviker frysning av vävnad och därmed förbundna frysartefakter. Processen är permanent och oåterkallelig när den väl är klar.

## Process
För hybridiseringshistokemi behandlas vanligtvis provceller och vävnader för att fixera måltranskripten på plats och för att öka åtkomsten av proben. Som noterats ovan är proben antingen ett märkt komplementärt DNA eller, nu vanligast, ett komplementärt RNA (riboprobe). Proben hybridiserar till målsekvensen vid förhöjd temperatur, och sedan tvättas överskottet av proben bort (efter tidigare hydrolys med användning av RNA:er i fallet med ohybridiserat, överskott av RNA-probe). Lösningsparametrar som temperatur, salt och/eller tvättmedelskoncentration kan manipuleras för att ta bort eventuella icke-identiska interaktioner (det vill säga endast exakta sekvensmatchningar förblir bundna). Sedan lokaliseras och kvantifieras proben som märkts med antingen radio-, fluorescens- eller antigenmärkta baser (till exempel digoxigenin) i vävnaden med antingen autoradiografi, fluorescensmikroskopi eller immunhistokemi. ISH kan också använda två eller flera prober, märkta med radioaktivitet eller de andra ickeradioaktiva markörerna, för att samtidigt detektera två eller flera transkript.
En alternativ teknologi, grenad DNA-analys, kan användas för RNA (mRNA, lncRNA och miRNA) in situ-hybridiseringsanalyser med en molekylär känslighet utan användning av radioaktivitet. Denna metod (till exempel ViewRNA-analyser) kan användas för att visualisera upp till fyra mål i en analys, och den använder patenterad probedesign och bDNA-signalförstärkning för att generera känsliga och specifika signaler. Prover (celler, vävnader och CTC) fixeras och behandlas sedan för att möjliggöra RNA-måltillgänglighet (RNA-avmaskning). Målspecifika prober hybridiserar till varje mål-RNA. Efterföljande signalförstärkning bygger på specifik hybridisering av intilliggande prober (individuella oligonukleotider [oligos] som binder sida vid sida på RNA-mål). En typisk målspecifik probe kommer att innehålla 40 oligonukleotider, vilket resulterar i 20 oligopar som binder sida vid sida på målet för detektion av mRNA och lncRNA, och 2 oligon eller ett enda par för miRNA-detektion. Signalförstärkning uppnås genom en serie av sekventiella hybridiseringssteg. En förförstärkarmolekyl hybridiserar till varje oligopar på det målspecifika RNA:t, sedan hybridiserar flera förstärkarmolekyler till varje förförstärkare. Därefter hybridiserar multipla märkningsproboligonukleotider (konjugerade till alkaliskt fosfatas eller direkt till fluoroforer) till varje förstärkarmolekyl. En helt sammansatt signalförstärkningsstruktur "Tree" har 400 bindningsställen för märkningsproberna. När alla målspecifika prober binder till mål-mRNA-transkriptet sker en 8 000-faldig signalförstärkning för det ena transkriptet. Separata men kompatibla signalförstärkningssystem möjliggör multiplexanalyserna. Signalen kan visualiseras med hjälp av ett fluorescens- eller ljusfältsmikroskop.

## Grundläggande steg för dioxigenin märkta prober
1. permeabilisering av celler med proteinas K för att öppna cellmembran (cirka 25 minuter, behövs inte för vävnadssnitt eller vissa embryon i tidigt stadium)
2. bindning av mRNA till markerad RNA-sond (vanligtvis över natten)
3. antikropp-fosfatasbindning till RNA-probe (några timmar)
4. färgning av antikropp (till exempel med alkaliskt fosfatas)
Protokollet tar cirka 2–3 dygn och tar lite tid att installera. Vissa företag säljer robotar för att automatisera processen. Som ett resultat har storskalig screening genomförts i laboratorier på tusentals gener. Resultaten kan vanligtvis nås via webbplatser (se externa länkar).